# Holm Dressler

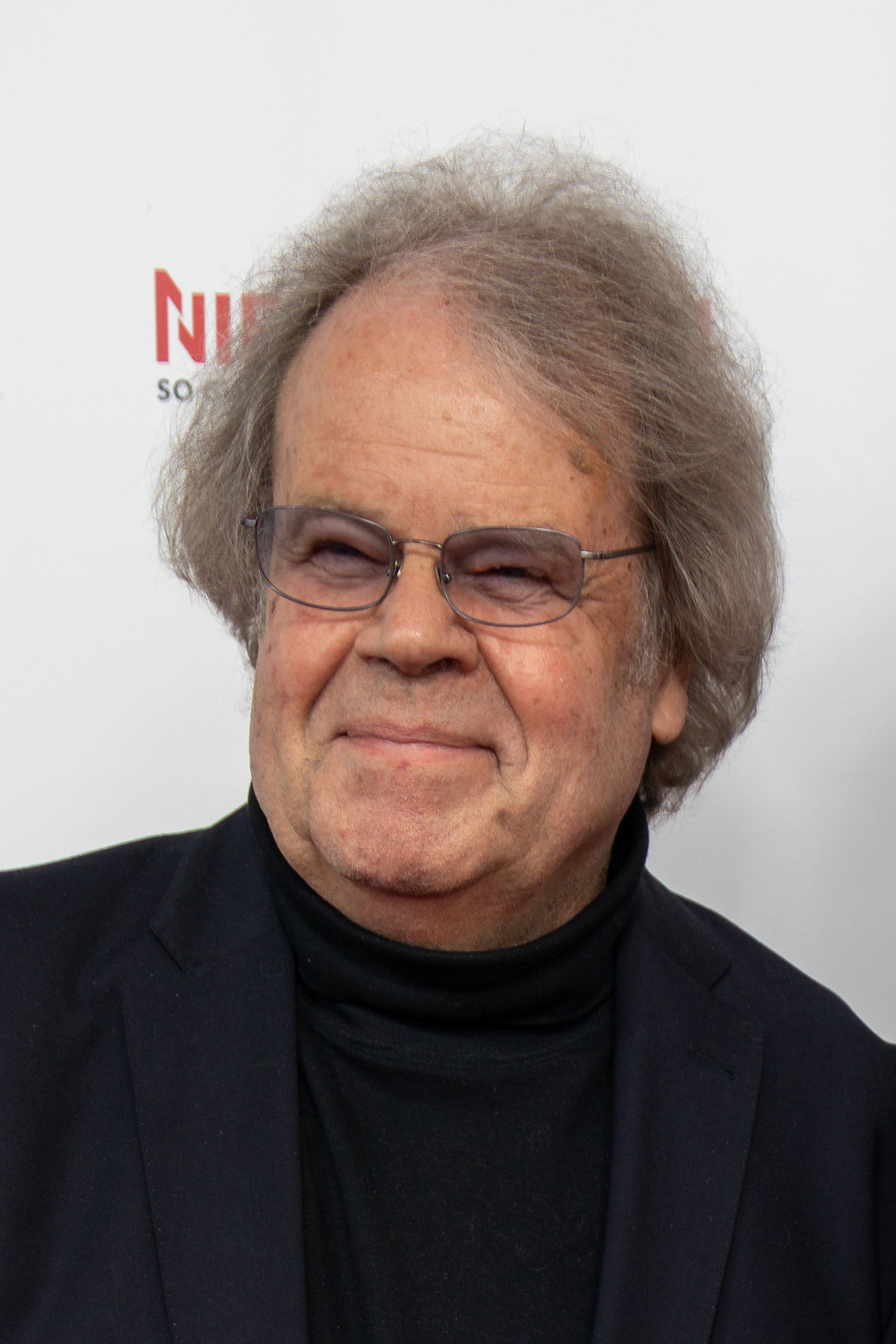
Holm Dressler bei der von ihm künstlerisch geleiteten Verleihung der Goldenen Sonne 2023

Holm Dressler (* 13. Dezember 1949 in Hannover) ist ein deutscher Autor, Regisseur und Produzent.

## Leben
Im Alter von 14 Jahren zog Dressler mit seinen Eltern und seinem drei Jahre älteren Bruder Holger nach Rinteln ins Weserbergland. Dort schloss er sich von 1968 bis 1973 als Gitarrist und Sänger lokalen Beatbands an und trat mit ihnen im Raum Hannover-Hildesheim-Bielefeld auf. Seit 1984 lebt Dressler mit seiner Frau Jutta in Herrsching am Ammersee.
Bekannt wurde Dressler, als er von 1977 bis 1992 Film- und Fernsehprojekte von Thomas Gottschalk im Hintergrund leitete. Dressler und Gottschalk hatten von 1977 bis 1981 in der ARD die Computerspielshow Telespiele gestaltet. Dressler war zu dieser Zeit verantwortlicher Redakteur des ARD-Senders SWF. 1981 wechselten beide zum ZDF. Dort gestaltete und betreute Dressler als festangestellter Redakteur für Gottschalk die Kuriositätenshow Na sowas! (1982 bis 1987), Wetten, dass..? (1987 bis 1992; von 1981 bis 1987 hatte Dressler als Redakteur Wetten, dass?... mit Frank Elstner als Moderator betreut), die Funkausstellungsshows Zwei im Zweiten und Supertreff im ZDF (beide mit Günther Jauch als Co-Moderator) und die vierstündige Liveshow Die große Show der 80er Jahre (ebenfalls mit Günther Jauch als Co-Moderator).
1991 gingen Dressler und Gottschalk zu RTL, wo sie dann beide zunächst die wöchentliche Abendshow Gottschalk und später die erste tägliche Late-Night-Show im deutschen Fernsehen gestalteten. Wegen Unstimmigkeiten über die Inhalte der Gottschalk Late Night mit RTL beendete Dressler 1992 seine Zusammenarbeit mit Gottschalk. Erst 2004 kam es zu einer erneuten gemeinsamen Produktion bei zwei Samstagabendshows für das ZDF unter dem Titel 50 Jahre Rock.
Dressler produzierte vom 14. Oktober 2010 bis 7. November 2010 in Leipzig das Musical „Der Blaue Engel“. Außerdem schrieb und inszenierte er das Theaterstück „Das Hostienwunder von Seefeld“, das im September 2016 in Seefeld in Tirol uraufgeführt wurde.
Seit 2014 schreibt und inszeniert Dressler als Autor und Regisseur TV-Dokumentationen, wie zuletzt die Überfahrt des Kreuzfahrtschiffes „Aidaprima“ von Nagasaki nach Hamburg unter dem Titel „The Final Countdown – Generalprobe für ein Kreuzfahrtschiff“ (2016) und „Auf Kreuzfahrt – Urlaub und Arbeit auf hoher See“ (2017) für den Nachrichtensender N24.
2017 bis 2019 produzierte Dressler für den Free-TV-Sender WELT DER WUNDER TV eine tägliche Talkshow mit Raphaela Ackermann, der Schwester von Thomas Gottschalk.
Seit 2018 ist Dressler als künstlerischer Leiter und Regisseur verantwortlich für die große Mediengala „Die Goldene Sonne“, eine Preisverleihung von Sonnenklar TV.
Für das BR Fernsehen produzierte Dressler im November 2020 die Talkshow „Tafelrunde für Elke Sommer“ anlässlich ihres 80. Geburtstages.
Seit Oktober 2022 arbeitet Dressler unter dem Titel „Auferstanden aus Ruinen – Das Hotel einer großen Diva“ an einer mindestens drei Jahre dauernden Langzeit-Dokumentation über den Abriss und Wiederaufbau des einstigen Grand-Hotels „Berwanger Hof“ in Berwang/Tirol, das der Sängerin und Entertainerin Margot Werner und ihrem Mann gehört hatte. Das Ehepaar geriet mit dem Hotel in den finanziellen Ruin und Margot Werner wählte 2012 in München den Freitod. Sie stürzte sich aus dem Fenster eines Krankenhauses.
2024 produzierte Dressler verschiedene TV-Reiseformate für die Unternehmen "Berge & Meer Touristik GmbH" und "nicko cruises Schiffsreisen GmbH".
Am 2. Juli 2022 erhielt Dressler von der FTI-Group/SonnenklarTV den Medienaward „Goldene Sonne“ für sein Lebenswerk als Produzent, Autor und Regisseur im Rahmen der Live-Gala „40 Jahre Privatfernsehen“ überreicht.

## Weitere Serienproduktionen im Fernsehen
- 1977–1981 Auf Los geht’s los (ARD)
- 1981–1992 Wetten, dass..? (ZDF)
- 1984 Flashlights (ZDF)
- 1987 Zwei im Zweiten (ZDF)
- 1987–1990 Menschen (ZDF)
- 1988–1990 Nase vorn (ZDF)
- 1988 Supertreff im ZDF
- 1988 So ein Zoff (ZDF)
- 1988–1991 Na siehste! (ZDF)
- 1992–1995 Gottschalk Late Night mit Thomas Gottschalk (RTL)
- 1994–1996 „Late Night“ mit Thomas Koschwitz (RTL)
- 1996–1997 Verstehen Sie Spaß? (ARD)
- 1996–1997 Wenn die Putzfrau zweimal klingelt (RTL 2)
- 1996–2002 Millionär gesucht – Die SKL-Show (RTL)
- 1997 Rudis Urlaubsshow (RTL)
- 1999 Sissi – Die Perlinger-Show (ARD)
- 2004 „50 Jahre Rock“ mit Thomas Gottschalk (ZDF)
- 2007 „Riverboat“ mit Andrea Kiewel, Jan Hofer und Jörg Kachelmann (MDR)
- 2014 „Screen – Das Kinomagazin“ mit Alexandra Klim (Welt der Wunder TV)
- 2014 „Scopitone – Das Musikmagazin“ mit Katja Wunderlich und Pete York (Welt der Wunder TV)
- 2015 „Ackermann – Talk im Schloss“ mit Raphaela Ackermann (der Schwester von Thomas Gottschalk) (Welt der Wunder TV)
- 2017–2019  „Raphaela Ackermann“, die tägliche Talkshow auf Welt der Wunder TV
- 2020 „Tafelrunde für Elke Sommer“ für das BR Fernsehen
- 2021 „SuperjobsXXL“ mit Jessica Jörges, 12-eilige TV-Reportagereihe über spannende Ausbildungsberufe für „Welt der Wunder TV“
- 2024 "Die Welt entdecken mit "nicko cruises" und der VASCO DA GAMA mit Maren Gilzer
- 2024 "Rund um die Welt mit "Berge & Meer" mit Manuela Thoma-Adofo

## Regiearbeiten
- 1988 Zärtliche Chaoten II (Kinofilm)
- 1991 Keep on Running (Kinofilm)
- 1992 Ein Schloß am Wörthersee (Fernsehserie für RTL)
- 1994 Drei zum Verlieben (Fernsehserie für RTL)
- 2001 Koh Samui – Eine Insel zum Träumen (Fernsehfilm für die ARD)
- 2012 bis 2016 „Audi Generation Award“ (Preisverleihung)
- 2016 The Final Countdown – Generalprobe für ein Kreuzfahrtschiff (TV-Doku für „n24“)
- 2017 Auf Kreuzfahrt – Urlaub und Leben auf einem Kreuzfahrtschiff (TV-Doku für „n24“)
- 2018 bis 2023 „Die Goldene Sonne“, Preisverleihung von Sonnenklar TV/FTI-Group
- 2022 „40 Jahre Privatfernsehen“, Liveshow am 2. Juli 2022 aus dem GOP Palast Essen für „Sonnenklar TV“
- 2022–2025 „Auferstanden aus Ruinen – Das Hotel einer großen Diva“, Langzeit-Dokumentation im Auftrag der Alpen Bauträger GmbH

## TV- und Bühnenproduktionen
- 1986 Rockpop in Concert – Rock Sommer 1986 (ZDF, Erstausstrahlung: 13. September 1986)
- 1991 Die 80er! (ZDF)
- 2004 50 Jahre Rock (ZDF)
- 2005 Women’s World Awards (MDR) mit Michail Gorbatschow (MDR)
- 2006 The International Danceshow from Qatar (Große Show aus 1001 Nacht) (MDR)
- 2007 Happy Birthday, Mr. Genscher (MDR)
- 2007 Eine Nacht in Venedig (MDR)
- 2011 Der Blaue Engel, Musical-Produktion
- 2016 Das Hostienwunder von Seefeld, Theaterstück

## Produktionsfirma
Insgesamt vier Fernsehfilme produzierte Dressler bisher mit seiner HDTV Entertainment GmbH:
- „Risiko Null – Der Tod steht auf dem Speiseplan“ (1996) für SAT 1, Regie: Roland Suso Richter,
- „Tödliches Wochenende“ (1998) für die ARD, Regie: Torsten C. Fischer
- „Die Geiseln von Costa Rica“ (2000 für ProSieben), Regie: Uwe Janson
- „Gefangen im Jemen“ (2001) für ProSieben, Regie: Peter Patzak

## Trivia
Holm Dressler ist der Ur-Ur-Enkel des bekannten Dresdner Landschaftsmalers Eduard Leonhardi und Ur-Ur-Ur-Enkel des zu Wohlstand gekommenen Dresdner Tintenfabrikanten August Leonhardi. Das Leonhard-Museum „Rote Amsel“ im Dresdner Stadtteil Loschwitz ist dank der Erbengemeinschaft – der auch Dressler angehört – vom privaten Familienmuseum in eine städtische Galerie übergegangen. Weiter ist er über Eduard Leonhardi mit der Schauspielerin Antje Hagen verwandt. Die beiden sind Cousins 2. Grades.